# Мавзолей Эрлангеров
Мавзолей семьи Эрла́нгеров — усыпальница семьи мукомольных заводчиков Эрлангеров на Введенском кладбище в Москве. Построен в 1914 (1911?) году по проекту архитектора Фёдора Шехтеля. Интерьер часовни над склепом оформлен мозаичным панно «Христос-Сеятель», выполненным мастерской Владимира Фролова по эскизу Кузьмы Петрова-Водкина. Мавзолей является объектом культурного наследия федерального значения.
С 1990-х годов — действующая православная часовня, приписанная к храму Петра и Павла в Лефортове.

## История
В июне 1910 года скончался Антон Максимович Эрлангер — московский предприниматель немецкого происхождения, ещё при жизни прозванный «мукомольным королём» России. Эрлангер построил в Сокольниках первую в России паровую вальцевую мельницу, а к 1910 году возглавляемое им «Товарищество для устройства мукомольных мельниц Антон Эрлангер и К°» оборудовало по стране около 800 автоматических мельниц. На свои средства предприниматель основал первую в России школу мукомолов и первый отечественный профессиональный журнал по мукомольному делу и хлебной торговле «Мельник».
Антон Максимович по вероисповеданию был католиком, а все члены его семьи — православными. Его похоронили на фамильном участке Эрлангеров на Немецком иноверческом кладбище рядом с отцом, дирижёром и композитором Максимом Эрлангером, а над могилой возвели небольшую деревянную часовню в виде русского терема. Некоторое время спустя наследники предпринимателя решили построить неподалёку от фамильного захоронения новый мавзолей, где впоследствии намеревались хоронить умерших членов семьи и куда запланировали перенести прах Антона Эрлангера. Проект мавзолея Эрлангеры заказали архитектору Фёдору Шехтелю.
В литературе встречаются разные даты постройки мавзолея: 1911 и 1914 год. Вторая дата, вероятно, является более точной, так как именно в 1914 году художник Кузьма Петров-Водкин получил от Шехтеля заказ на изготовление эскиза мозаики с изображением Иисуса Христа, которую архитектор хотел разместить внутри надсклепной часовни. Редкая тема мозаики — «Христос-Сеятель» — отражала сюжет рассказанной Иисусом «Притчи о сеятеле» и, одновременно, была явной художественной аллюзией к основному роду занятий Эрлангеров. Весной того же года Петров-Водкин выполнил эскиз на обозначенную тему, после чего мозаику набрали в санкт-петербургской мастерской Владимира Фролова, с которой Шехтель сотрудничал с 1898 года. К работам по отделке мавзолея архитектор привлёк и другого своего постоянного подрядчика — московскую «скульптурную, мраморную, бронзо-цинко-литейную» фирму «В. Л. Гладков и В. А. Козлов», владельцы которой были преемниками известной с 1872 года мастерской скульптора-орнаментиста А. С. Козлова.
Решение родными Антона Эрлангера вопроса о переносе его праха в новый мавзолей по каким-то причинам затягивалось, а с началом Первой мировой войны от этой идеи и вовсе отказались. В мавзолее похоронили его сына, Александра Эрлангера, покончившего с собой в октябре 1914 года. Александр стал первым и единственным представителем семьи Эрлангеров, похороненным в фамильной усыпальнице.
В советское время деревянная часовня на захоронении Эрлангеров сгорела, могилу Антона Эрлангера сравняли с землёй, а фамильный мавзолей пришёл в запустение. В 1990 году по инициативе православной подвижницы Тамары Павловны Кронкаянц началось восстановление мавзолея. Кронкаянц поселилась возле него, соорудив нечто вроде шалаша, и стала очищать склеп и часовню от скопившегося мусора, а также собирать пожертвования на ремонт мавзолея. Восстановленную на собранные средства часовню приписали к православному храму Петра и Павла в Лефортове, расположенному неподалёку от кладбища на Солдатской улице. Со второй половины 1990-х годов клирики храма служат в надсклепной часовне Эрлангеров панихиды. В 2001 году был снят документальный фильм «Прощёное воскресенье» (режиссёр Сергей Роженцев), в котором рассказана история подвижничества Т. П. Кронкаянц по восстановлению мавзолея Эрлангеров.
Ещё до восстановления мавзолея сложилось поверье о его чудодейственной силе, вылившееся в традицию писать просьбы и пожелания прямо на стенах надсклепной часовни. Эта традиция сохраняется и по сей день: белые стены сооружения быстро покрываются надписями, вследствие чего их приходится часто перекрашивать. Некоторые просьбы обращены к Богу, другие адресованы семье Эрлангеров, чьё имя написано над входом, «святой семье» и даже «святому Эрлангеру».

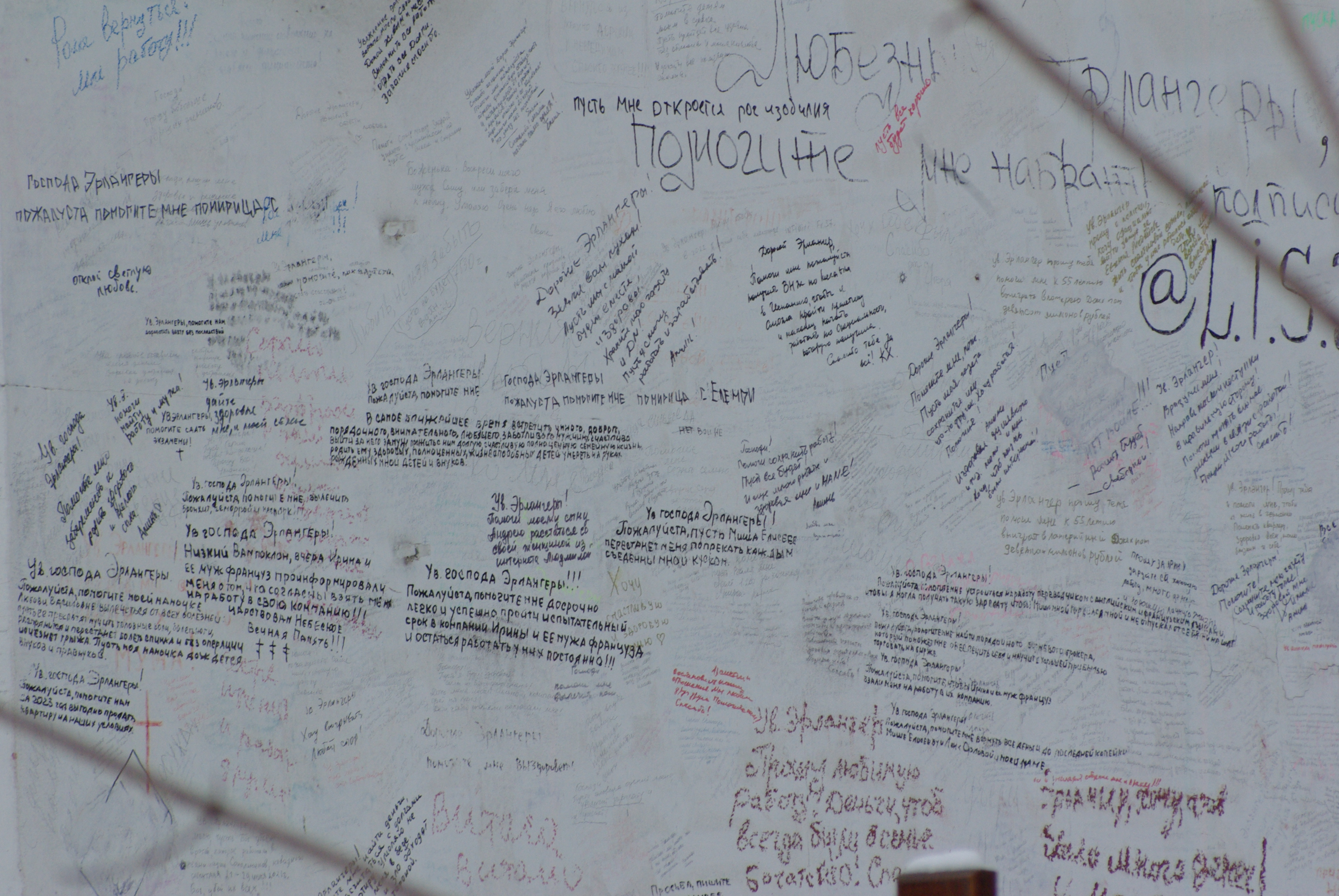
Просьбы на стенах мавзолея Эрлангеров (2023)

## Архитектура и оформление

### Объёмно-пространственная композиция и внешний декор

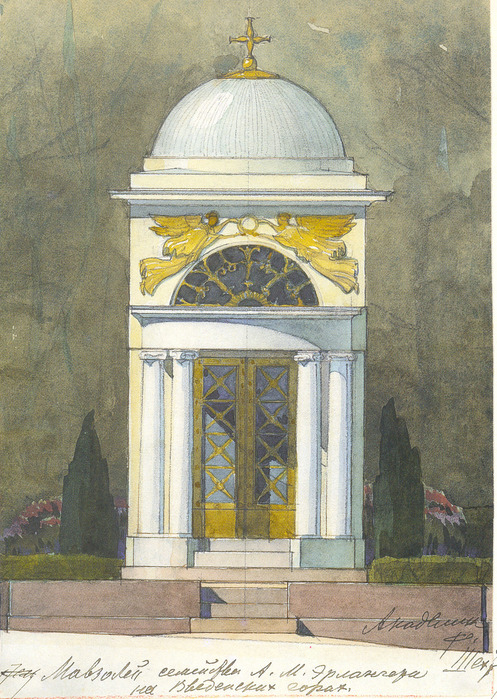
Проект часовни.
Рисунок Ф. О. Шехтеля. 1911

Мавзолей Эрлангеров представляет собой прямоугольный в плане подземный склеп—крипту, выступающая над поверхностью земли часть которого служит стилобатом для небольшой мемориальной часовни. По периметру стилобат отделан плитами тёмно-красного гранита, с уровня земли на него ведут две гранитные лестницы в три ступени каждая; одна лестница расположена по оси входа в часовню, другая — справа от него. Для освещения усыпальницы в углах площадки устроены четыре световых проёма. Вход в склеп находится позади часовни (ныне он накрыт металлическим навесом).

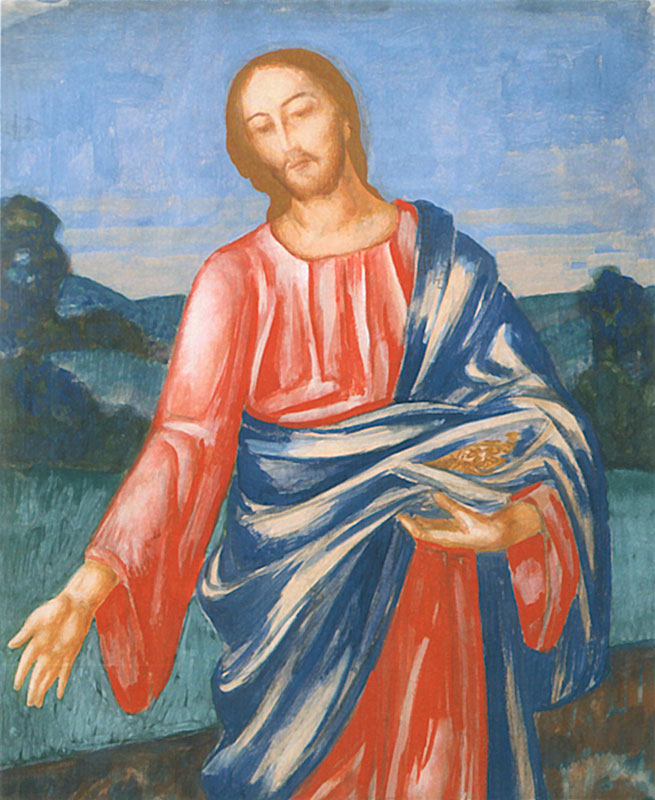
Христос-Сеятель. Эскиз.
К. C. Петров-Водкин. 1914. Бумага, темпера

Небольшое квадратное в плане здание часовни выполнено в популярном в годы его постройки стиле неоклассицизма. Вытянутый по вертикали объём часовни завершён сильно вынесенным карнизом и увенчан полукруглым ребристым металлическим куполом на низком цилиндрическом барабане; на куполе установлен католический крест. Вытянутые вверх пропорции и постановка здания на высоком стилобате визуально выделяют его из ряда расположенных поблизости надгробных сооружений и памятников. Со стороны входа к объёму приставлен полуциркульный портик из двух колонн и двух пилястр ионического ордера и опирающегося на них мощного гладкого антаблемента. Выше портика на главном и боковых фасадах часовни расположены одинаковые арочные окна, закрытые фигурными бронзовыми решётками позднеампирного рисунка. Окно главного фасада снаружи обрамляет окрашенный под золото рельеф, контрастно выделяющийся на фоне гладких белых стен — два летящих навстречу друг другу ангела, поддерживающие лавровый венок с лентой. Эта декоративная деталь представляет собой переработанную тему летящих Слав — популярный после Отечественной войны 1812 года мотив оформления гражданских построек. Над входом, оформленным двустворчатыми дверями со стеклянным заполнением и забранным снаружи металлической решёткой, помещён контррельеф с надписью антиквой «Семья Эрлангеръ».

### Интерьер часовни. Панно «Христос-Сеятель»
Главным украшением интерьера является мозаичное панно «Христос-Сеятель» (2×1,5 м), расположенное в неглубокой нише с полукруглым завершением на торцевой (алтарной) стене часовни напротив входа. В левом нижнем углу панно имеются выполненные краской поверх мозаики авторская подпись Петрова-Водкина «КПВ», дата — «1914» и буква «Ф» — знак мозаичной мастерской Фролова. Мозаика выполнена из смальты методом обратного набора и отшлифована, что придаёт ей гладкую, почти зеркальную поверхность, равномерно отражающую проникающий в часовню свет.
Христос изображён в полный рост в виде сеятеля, идущего по вспаханной земле и бросающего в неё зерна. Фигура Христа дана в перспективном сокращении и кажется огромной в узком и вытянутом вверх помещении; это впечатление усиливается расположением мозаики — стопы сеятеля находятся примерно на уровне глаз смотрящего. Цветовая композиция панно основана на разрабатываемой в 1910-х годах Петровым-Водкиным собственной трёхцветной хроматической гамме: красный — синий — жёлтый. Контрастные сочетания этих основных цветов присутствуют как в изображении Христа (синий гиматий, красный хитон, охристые оттенки кожи и свечения вокруг головы), так и в пейзаже на заднем плане.
В остальном интерьер часовни весьма лаконичен. Стены выкрашены в белый цвет, декоративная роспись купола имитирует звёздное небо; по центру часовни подвешен светильник в форме одноярусного хороса. Вертикальное решение пространства подчёркивают плоские арки над оконными проёмами, поддерживающие купол.